# Troickij (obwód swierdłowski)
Troickij (ros. Троицкий) – osiedle w Rosji, w obwodzie swierdłowskim, w rejonie talickim. W 2010 liczyło 10 467 mieszkańców.